# Echinocardium mediterraneum
Echinocardium mediterraneum is een zee-egel uit de familie Loveniidae.
De wetenschappelijke naam van de soort werd in 1844 gepubliceerd door Edward Forbes.